# Protestantyzm w Austrii

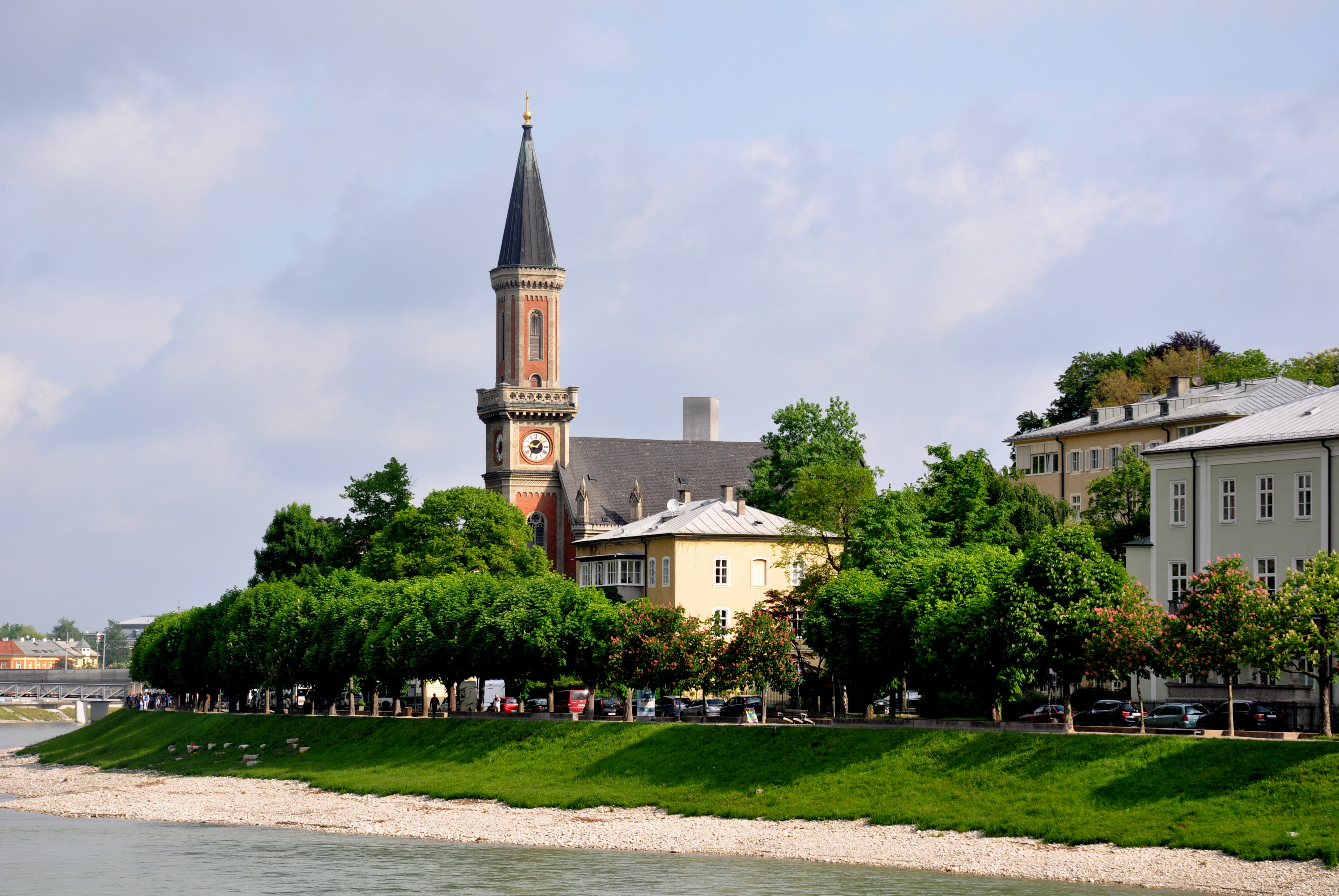
Luterański Christuskirche (Kościół Chrystusa) w Salzburgu.

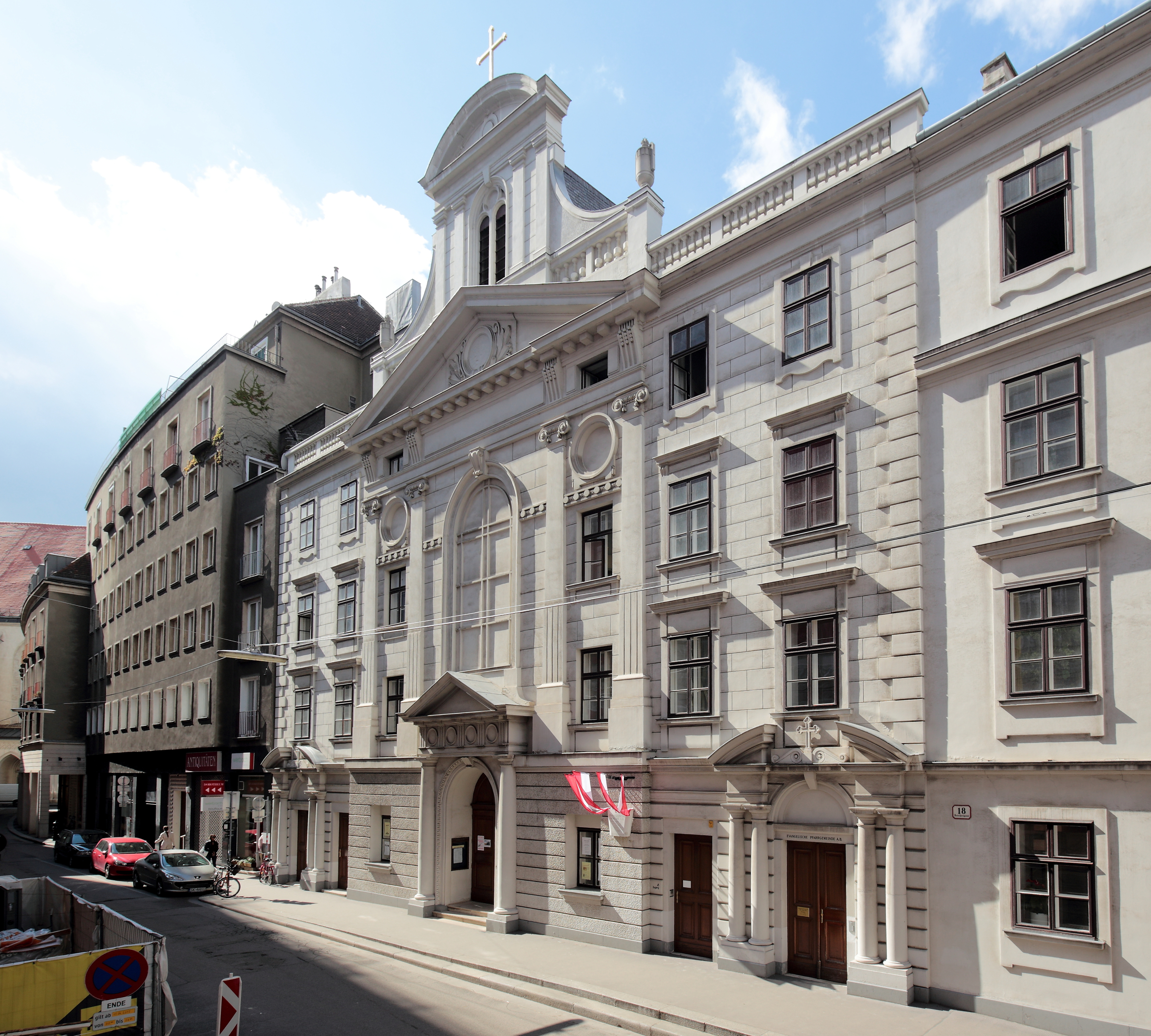
Kościół ewangelicko-augsburski w Wiedniu (Śródmieście).

Protestantyzm w Austrii – od czasów reformacji w XVI wieku tworzony jest głównie przez dwa kościoły: Kościół Ewangelicki Augsburskiego Wyznania (tradycji luterańskiej) i Kościół Ewangelicki Helweckiego Wyznania (tradycji kalwińskiej). Podpisanie aktu tolerancji przez cesarza Józefa II w 1781 r., przyniosło w kraju tolerancję protestantów, kończąc w ten sposób podziemne działanie kościołów które trwało przez kilka stuleci.
Członkowie obu kościołów protestanckich w Austrii (Kościół Ewangelicko-Augsburski – 283 202 wiernych, Kościół Reformowany – 12 876) stanowią obecnie 3,37% całkowitej 8,7 milionowej populacji Austrii. Najwyższy odsetek protestantów znajduje się w regionie Burgenland (14%). Silną obecność ewangelicką można również znaleźć w Karyntii i w Górnej Austrii. Blisko 54 000 protestantów ewangelickich mieszka w Wiedniu – najwyższe stężenie protestantów w jednym obszarze.

## Historia

### XII–XV w
Czas katarów i waldensów. Ruch waldensów został zapoczątkowany przez Pierre’a Valdo (1140–1217), kupca z Lyonu, który nauczał chrześcijaństwa bezpośrednio i w oparciu wyłącznie na Biblii. Małe grupy waldensów powstały w całym obszarze Alp, ale w czasach inkwizycji i wojny albigensów (1209–1229) katarzy wraz z waldensami byli prześladowani i zmuszani do opuszczenia krajów niemieckojęzycznych. Jednym z bardziej znanych wydarzeń w tamtym czasie, które miało miejsce w Dolnej Austrii w 1397 r. było spalenie na stosie żywcem około stu waldensów.

### XVI w

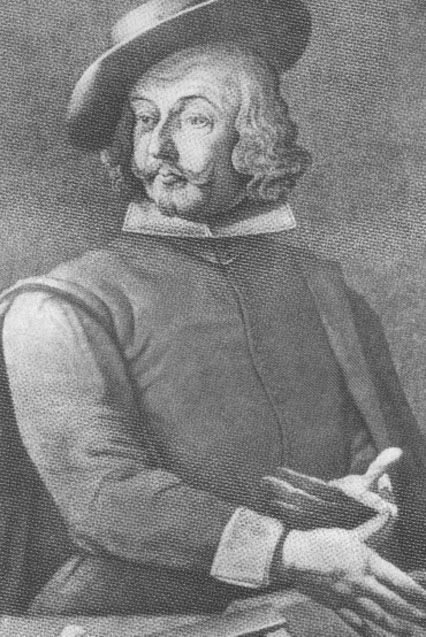
Jakub Hutter – tyrolski anabaptysta, założyciel i lider huterytów.

Około 1525 roku na obszarze całe kraju powstawały Kościoły braci, z ruchu anabaptystów. Wielu z ich przywódców, takich jak Konrad Grebel, Feliks Manz, Jörg Blaurock i Balthasar Hubmaier, a także ich następcy, byli prześladowani przez Kościół katolicki, a niektórzy z nich życie zakończyli na stosie. Anabaptyści nauczali Biblii, chrzcili osoby w wieku świadomym i brali komunię jako pamiątkę ofiary Jezusa. Sprzeciwiali się naukom Kościoła katolickiego, takim jak: pokropienie wodą głowę dziecka jako metodę chrztu. Głosili także przeciwko doktrynie "przeistoczenia".
W 1529 roku Jakob Hutter dołączył do jednej z grup anabaptystycznych w Tyrolu i wkrótce został wybrany na duchownego, gdzie poświęcił się służbie. Szybko zyskał sobie rozgłos i zwolenników, głównie wśród rzemieślników i chłopów. Huteryci wierzyli, że podział dóbr jest najwyższym przykazaniem miłości. Hutter został uwięziony w 1535 r. Torturowano go i spalono na stosie za odmowę wyrzeczenia się wiary w lutym 1536 r. Ten sam los spotkał później jego żonę oraz 360 członków ruchu, na czele którego stał.

### Reformacja
Nauczanie Marcina Lutra dotarło również do Austrii. Dokonało się to głównie przez górników, najemników, rzemieślników i kupców, którzy rozpowszechnili pisma Lutra wśród tamtej ludności. Od 1520 roku, protestantyzm szybko rozprzestrzenił się w tej części Europy, zwłaszcza za pomocą dwóch rodzin w austriackiej arystokracji (Jörger i Starhemberger). W pewnym momencie ponad 80% ludności Austrii była protestancka.
Kontrreformacja spowodowała, że Austria z powrotem stała się katolicka. Dokonało się to przy użyciu przemocy, np. Wolfgang Brandhuber i jego siedemdziesięciu zwolenników zostało straconych w Linzu w 1528 roku z powodu ich wiary w Biblię. Inni ukrywali się przed prześladowaniami, a około stu tysięcy protestantów było zmuszonych do ucieczki na Węgry i do Siebenbürgen (Transylwania), w Rumunii.
Prześladowania protestantów trwały aż do XVIII wieku. Ten ciemny okres historii chrześcijaństwa w Austrii dobiegł końca 13 października 1781, kiedy cesarz Józef II, zarządził "ustawę tolerancji". Akt ten dał pełną wolność religijną dla protestantów, choć katolicka twierdza Tyrolu przyjęła tę ustawę dopiero ponad sto lat później.

## Obecna sytuacja

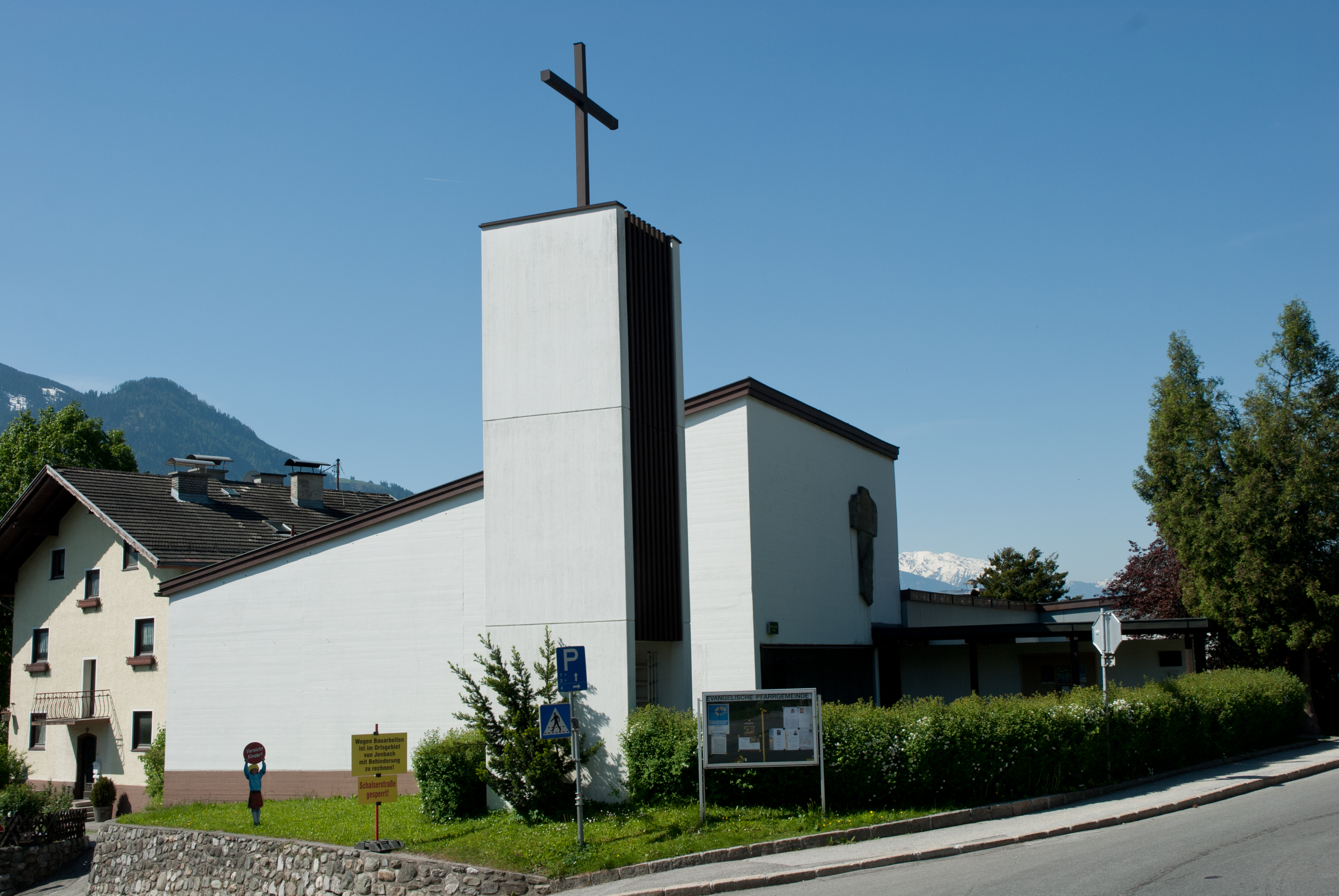
Ewangelicki Kościół Zbawiciela w Jenbach.

Według badań przeprowadzonych przez Pew Research Center w 2010 roku w Austrii było 430 000 protestantów (5,1% ludności). W 2013 roku uznany przez państwo austriackie został kolejny kościół protestancki Wolne Kościoły w Austrii (ponad 20.000 wiernych) – który powstał jako związek kilku wspólnot nurtu ewangelicznego. Nurt ewangeliczny obejmuje w Austrii 43 tys. osób (0,5%). Według kardynała Christopha Schönborna, który poparł jej uznanie przez państwo, Wolne Kościoły w Austrii są najszybciej rozwijającą się denominacją wśród tamtejszych chrześcijan.
W Austrii działa także wiele mniejszych protestanckich wspólnot religijnych, wśród nich są:
- Rumuńskie grupy zielonoświątkowe – 6500 wiernych w 31 zborach,
- Kościół Nowoapostolski – 5200 wiernych,
- Kościół Adwentystów Dnia Siódmego – 5000 wiernych w 69 zborach,
- Kościół Boży – 4000 wiernych,
- Zjednoczony Kościół Metodystyczny – 746 wiernych w 8 zborach[6],
- Kościół Poczwórnej Ewangelii – 220 wiernych w 3 kościołach[7].